# Mid Devon
Mid Devon este un district nemetropolitan în Regatul Unit, în comitatul Devon din regiunea South West, Anglia.

## Orașe din cadrul districtului
- Bradninch
- Crediton
- Cullompton
- Tiverton

## Vedeți și
- Listă de orașe din Regatul Unit